# Satyra

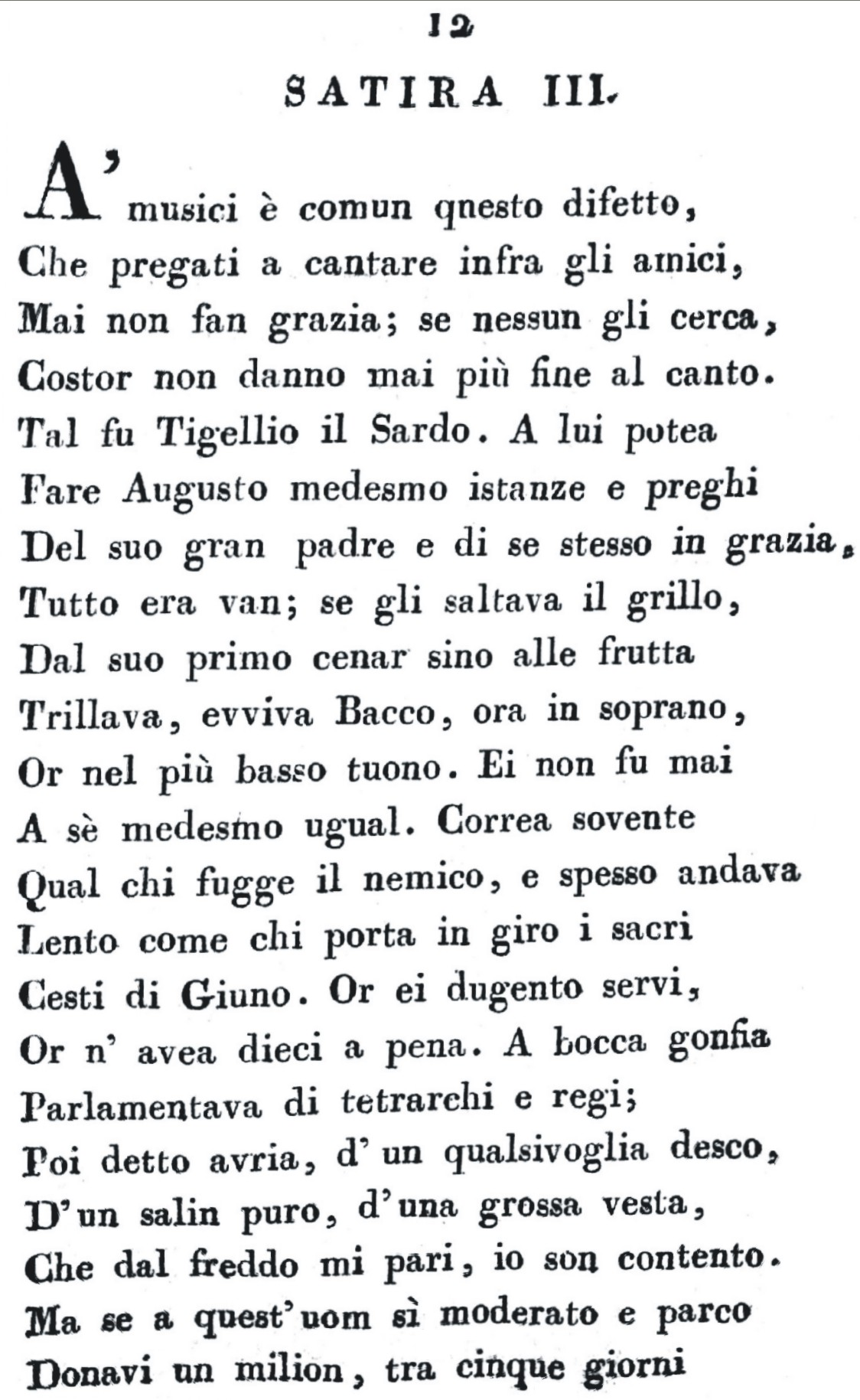
E satyra Le l’epistole di Q. Orazio Flacco, wydrukowane w 1814 roku

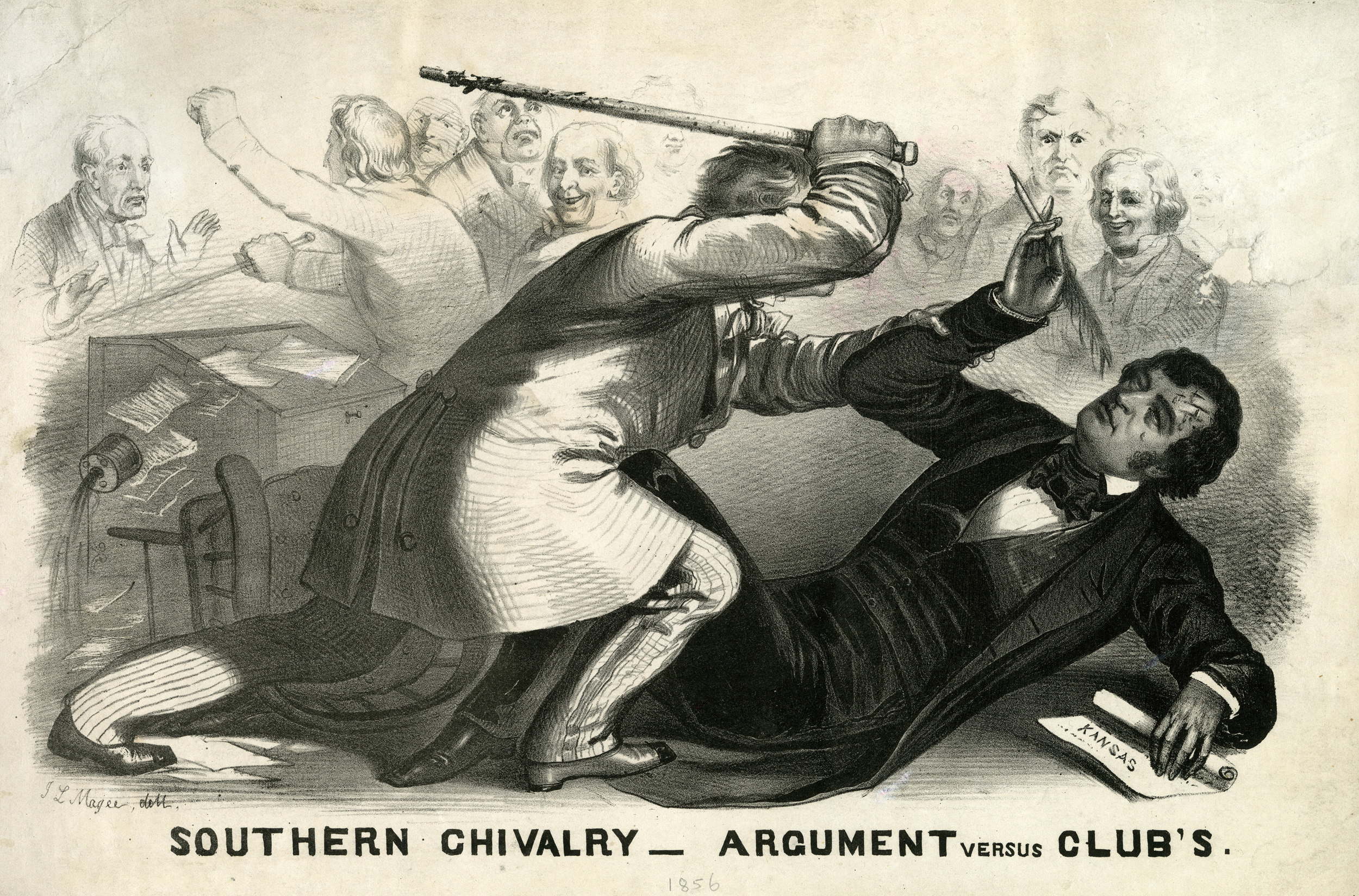
Argument kontra pałka – rysunek satyryczny przedstawiający kongresmena Prestona Brooksa brutalnie atakującego senatora Charlesa Sumnera (22 maja 1856); jeden z wcześniejszych przykładów przemocy parlamentarnej w USA.

Satyra (z łac. satura) – gatunek literacki lub publicystyczny, który ośmiesza i piętnuje ukazywane w niej zjawiska, obyczaje, politykę, grupy lub stosunki społeczne. Prezentuje świat poprzez komiczne wyolbrzymienie, ale nie proponuje żadnych rozwiązań pozytywnych. Cechą charakterystyczną satyry jest karykaturalne ukazanie postaci. Istotą satyry jest krytyczna postawa autora wobec rzeczywistości, ukazywanie jej w krzywym zwierciadle. Satyra łączy w sobie epikę, lirykę i dramat (także inne formy wypowiedzi) wywodzące się ze starożytności (pisał je m.in. Horacy).

## Podział satyr
Ze względu na budowę:
- monolog (np. Świat zepsuty Ignacego Krasickiego)
- monolog ujęty w cudzysłów (np. Do króla)
- dialog (np. Żona modna lub Pijaństwo)

Ze względu na treść:
- filozoficzna
- literacka
- polityczna
- społeczno-obyczajowa
- romantyczna

## Współczesne satyry polityczne
Satyra polityczna wywołuje niekiedy ostre kontrowersje. W przypadku satyry dotyczącej głów państw czasami dochodzi do protestów, wysyłania not dyplomatycznych i domagania się reakcji rządu za karalną obrazę. Przykłady to:
- Maja Berezowska i sprawa karykatur Hitlera
- Lech Kaczyński i publikacja satyry w „Tageszeitung”.